# Chiesa della Beata Vergine della Cintura
La chiesa della Beata Vergine della Cintura, citata anche come chiesa della Madonna della Cintura, è una chiesa situata nel centro storico di San Giovanni in Persiceto, comune della città metropolitana di Bologna. Realizzata nel XVIII secolo su progetto dell'architetto Alfonso Torreggiani, sorge sulla preesistente chiesa dalla stessa dedicazione eretta nel 1574.